# Susanne Kennedy
Susanne Kennedy (* 1977 in Friedrichshafen) ist eine deutsche Theaterregisseurin.

## Leben
Kennedy wuchs in Tuttlingen in einer katholischen Lehrerfamilie als Tochter eines Schotten und einer Deutschen auf. Sie studierte Theaterwissenschaft in Mainz, Paris und Amsterdam, sowie Regie an der Hogeschool voor de Kunsten in Amsterdam. Sie hospitierte bei Johan Simons. An den Münchener Kammerspielen inszenierte Susanne Kennedy 2011 They Shoot Horses, Don't They? und 2013 Marieluise Fleißers Fegefeuer in Ingolstadt. 2013 wurde sie als Nachwuchsregisseurin des Jahres (5 Stimmen plus eine Extrastimme in der Hauptkategorie) für Fegefeuer in Ingolstadt von der Fachzeitschrift Theater heute ausgezeichnet. Mit diesem Stück nahm sie auch 2014 am 51. Berliner Theatertreffen teil. 2014 inszenierte sie Rainer Werner Fassbinders Film Warum läuft Herr R. Amok? (1970) an den Münchner Kammerspielen. 2015 inszenierte sie Orfeo bei der Ruhrtriennale. Anfang 2019 hatte an der Volksbühne Berlin das interaktive Theaterprojekt Coming Society, das Kennedy gemeinsam mit dem bildenden Künstler Markus Selg entwickelte, die erste Aufführung.

## Regiearbeiten
- Hedda Gabler
- The New Electric Ballroom
- Sarah Kane: Phaedra’s Love, Theater aan de Haven, Den Haag, 17. Januar 2007.[5]
- Elfriede Jelinek: Über Tiere. Niederländische Erstaufführung: 15. April 2010 Het Nationale Toneel, Den Haag (Übersetzung: Tom Kleijn, Regie: Susanne Kennedy).
- Marieluise Fleißer: Fegefeuer in Ingolstadt. Münchner Kammerspiele, München, 8. Februar 2013.
- Warum läuft Herr R. Amok? nach dem gleichnamigen Film von Rainer Werner Fassbinder und Michael Fengler. Münchner Kammerspiele, München, 27. November 2014.
- Anton Tschechow: Drei Schwestern. Regie: Susanne Kennedy nach Anton Tschechow. Münchner Kammerspiele, München, 27. April 2019.

## Eigene Arbeiten
- 2016: Medea.Matrix. Von Susanne Kennedy und Markus Selg. UA: Gebläsehalle im Landschaftspark Duisburg Nord, 15. September 2016.
- 2017: Die Selbstmord-Schwestern / The Virgin Suicides. Nach Motiven des Romans von Jeffrey Eugenides. Von Susanne Kennedy. UA: Münchner Kammerspiele, 30. März 2017.[6]
- 2017: Women in Trouble. Von Susanne Kennedy. UA: Volksbühne am Rosa-Luxemburg-Platz, Berlin, 30. November 2017.[7]
- 2019: Coming Society. Von Susanne Kennedy und Markus Selg. UA: Volksbühne am Rosa-Luxemburg-Platz, Berlin, 17. Januar 2019.[8]
- 2019: Algorithmic Rituals - The Infinite Self. Eine Installation von Susanne Kennedy und Markus Selg. UA: Münchner Kammerspiele, 12. Juni 2019.
- 2020: Ultraworld. Von Susanne Kennedy und Markus Selg. UA: Volksbühne am Rosa-Luxemburg-Platz, Berlin, 16. Januar 2020.[9]
- 2020: Oracle. Von Susanne Kennedy und Markus Selg. UA: Münchner Kammerspiele, 15. Juni 2020.[10]
- 2021: I AM (VR). Von Susanne Kennedy und Markus Selg. UA: Theater Commons, Tokio, 17. Februar 2021.
- 2022: Jessica – an Incarnation. Von Susanne Kennedy und Markus Selg. UA: Volksbühne am Rosa-Luxemburg-Platz, Berlin, 24. Januar 2022.
- 2023: Angela (a strange loop) mit Markus Selg. UA: Théâtre National, Brüssel, 11. Mai 2023.
- 2024: The Work mit Markus Selg. UA: Volksbühne am Rosa-Luxemburg-Platz, Berlin, 30. Mai 2024.

## Auszeichnungen
- 2013: Auszeichnung als Nachwuchsregisseurin des Jahres für Fegefeuer in Ingolstadt durch Fachzeitschrift Theater heute
- 2014: 3sat-Preis für die Inszenierung des Stücks Fegefeuer in Ingolstadt von Marieluise Fleißer
- 2014: Einladung zum 51. Berliner Theatertreffen mit ihrer Inszenierung des Stücks Fegefeuer in Ingolstadt von Marieluise Fleißer
- 2015: Einladung zum 52. Berliner Theatertreffen mit ihrer Inszenierung von Warum läuft Herr R. Amok? nach dem gleichnamigen Film von Rainer Werner Fassbinder und Michael Fengler
- 2017: Europäischer Theaterpreis für Neue Realitäten[11]
- 2024:  Saarbrücker Poetikdozentur für Dramatik

## Forschung
- Andreas Englhart: Transkulturalität im Theater? Susanne Kennedys Inszenierung von Marieluise Fleißers 'Fegefeuer in Ingolstadt' an den Münchner Kammerspielen. In: Studia Germanica Gedanensia. Gdańsk 2014, Nr. 30, S. 232–244.